# Лобня (моторвагонне депо)
Моторвагонне депо Лобня (ТЧ-14) - підприємство залізничного транспорту, належить Московській залізниці. Депо займається ремонтом і експлуатацією МВПС. Поруч з депо знаходиться діюча платформа Савеловського напрямку Московської залізниці, поруч зі станції Лобня і Депо.

## Тягові ділянки
Савеловським напрямком:
- Москва-Бутирська - Дубна
- Москва-Бутирська - Савелово
- Москва-Бутирська — Желтиково

Смоленським напрямком:
- Москва-Білоруська - Усово
- Москва-Білоруська - Звенигород
- Москва-Білоруська - Бородіно

Великим кільцем Московської залізниці:
- Ікша - Кубинка 1 (через Маніхіно)

## Рухомий склад[1]
| Потяги | № вагонів |
| ------ | --- |
| ЭД4М   | 0030 / 0052 / 0059 / 0076 / 0078 / 0102 / 0252 / 0254 / 0359 / 0401 / 0402 / 0403 / 0435 / 0448 / 0449 / 0450 / 0456 / 0459 / 0469                                                  |
| ЕР2Р   | 7067 / 7081 / 7085 |
| ЕР2Т   | 7098 / 7105 / 7109 / 7120 / 7127 / 7128 / 7129 / 7130 / 7131 / 7132 / 7133 / 7134 / 7136 / 7137 / 7143 / 7147 / 7148 / 7153 / 7155 / 7159 / 7167 / 7177 / 7178 / 7190 / 7217 / 8010 |